# Lak as Nief
Lak as Nief is een verzamelalbum van de Antwerpse band Katastroof. Op het album staan de betere nummers van hun laatste zes cd's. Net zoals bij alle vorige albums is ook dit album in het Antwerps gezongen. Het eerste nummer, "De fans" is wel een nieuwe compositie.

## Tracklist
- 1. De fans (2’18)
- 2. Een dom blondje (2’42)
- 3. Sjareltje (2’37)
- 4. Halloween (2’31)
- 5. Doe de Katastroof (3’18)
- 6. Echte venten (1’45)
- 7. Kapt ze binnen (2’37)
- 8. Wij smoren (3’31)
- 9. Grote piet (2’48)
- 10. Smeerlappen, rotzakken (2’38)
- 11. Een standbeeld (2’02)
- 12. Ik zen ne vent (2’54)
- 13. De sinjoren (2’07)
- 14. Toverheks (3’00)
- 15. De wandelclub (2’44)
- 16. Wij lopen onze lul achterna (2’52)
- 17. De pelgrim (3’08)
- 18. Schuun wijveken (2’44)